# Lijst van oorlogsmonumenten in Landsmeer
De Nederlandse gemeente Landsmeer heeft 2 oorlogsmonumenten. Hieronder een overzicht.
| Nr.  | Object              | Herdachte groep        | Ontwerper        | Onthulling        | Type   | Locatie                | Plaats    | Coördinaten                   | Foto |
| ---- | ------------------- | ---------------------- | ---------------- | ----------------- | ------ | ---------------------- | --------- | ----------------------------- | ---- |
| 519  | Oorlogsmonument (1) | algemeen               | Paul van Crimpen |                   | zuil   | Calkoenstraat, 1121 XB | Landsmeer | 52° 25' 50" NB, 4° 54' 54" OL |      |
| 3063 | Oorlogsmonument (2) | geallieerde militairen |                  | 29 september 1997 | overig | Dorspad, 1121          | Landsmeer | 52° 25' 26" NB, 4° 55' 42" OL |      |

Aalsmeer ·
Alkmaar ·
Amstelveen ·
Amsterdam ·
Bergen ·
Beverwijk ·
Blaricum ·
Bloemendaal ·
Castricum ·
Den Helder ·
Diemen ·
Dijk en Waard ·
Drechterland ·
Edam-Volendam ·
Enkhuizen ·
Gooise Meren ·
Haarlem ·
Haarlemmermeer ·
Heemskerk ·
Heemstede ·
Heiloo ·
Hilversum ·
Hollands Kroon ·
Hoorn ·
Huizen ·
Koggenland ·
Landsmeer ·
Laren ·
Medemblik ·
Oostzaan ·
Opmeer ·
Ouder-Amstel ·
Purmerend ·
Schagen ·
Stede Broec ·
Texel ·
Uitgeest ·
Uithoorn ·
Velsen ·
Waterland ·
Weesp ·
Wijdemeren ·
Wormerland ·
Zaanstad ·
Zandvoort